# Jiangwan (köpinghuvudort i Kina, Jiangxi Sheng, lat 29,37, long 118,05)
Jiangwan (kinesiska: 江湾, 江湾镇) är en köpinghuvudort i Kina. Den ligger i provinsen Jiangxi, i den sydöstra delen av landet, omkring 220 kilometer öster om provinshuvudstaden Nanchang. Antalet invånare är 26 804. Befolkningen består av 13 457 kvinnor och 13 347 män. Barn under 15 år utgör 20,0 %, vuxna 15-64 år 70 %, och äldre över 65 år 9,0 %.
Runt Jiangwan är det ganska tätbefolkat, med 104 invånare per kvadratkilometer. Jiangwan är det största samhället i trakten. I omgivningarna runt Jiangwan växer i huvudsak blandskog.
Genomsnittlig årsnederbörd är 2 644 millimeter. Den regnigaste månaden är juni, med i genomsnitt 491 mm nederbörd, och den torraste är oktober, med 45 mm nederbörd.